# 22139 Jamescox
22139 Jamescox è un asteroide della fascia principale. Scoperto nel 2000, presenta un'orbita caratterizzata da un semiasse maggiore pari a 2,3877449 au e da un'eccentricità di 0,1304960, inclinata di 5,81037° rispetto all'eclittica.
L'asteroide è dedicato all'insegnante statunitense James Cox.